# My lands
My Lands (укр. Мої Землі, також, Май Лендс) — браузерна масова багатокористувальницька онлайн-гра в реальному часі в жанрі економічна-мілітарі стратегія з фентезі сеттінгом, розроблена українською компанією Gravvit. Розробники позиціонують гру як першу браузерну MMOG, де можна виводити зароблені в ігровому процесі кошти на власний рахунок. My Lands має досить велику популярність в світі - до 200 000 активних гравців й перекладена на всі поширені світові мови. Головною метою гри є розвиток свого міста, вивчення наук, взаємодія з іншими гравцями (їх поселеннями), та здобування Чорних Перлин (Black Gem).

## Історія створення
Надихнувшись успіхами перших браузерних ММО ігор, київські програмісти-ентузіасти почали новий проєкт — My Lands, першу  ММО гру де є власна валюта, яку можна здобувати та виводити на власний рахунок у доларовому еквіваленті. Програмісти використовували для свого нового проєкту мову java  та технологію flash. Таким чином, вже у 2010 році на світ з'явилась My Lands: Black Gem Hunting. За дуже короткий час гра стала популярною в усьому світі, була локалізована на англійську, німецьку, французьку та інші мови. Після успіху My Lands, розробники з Gravvit випустили ще одну тематичну гру Terra Magica, та готовлять реліз масштабної MMO RPG – Golden Rush у 2015 році.

## Геймплейв My Lands
Ігровий процес My Lands полягає в ідеї розвитку власної держави, розвитку міст, наук та населення держави, і також, взаємодія з іншими гравцями-країнами, які можна знайти на свійтовій мапі гри. Гравець керує економікою, військовими справами та політикою своєї держави, створюючи союзи та перебуваючи у стані війни з іншими гравцями-державами. 

### Раси
У світі Май Лендс вам запропонують 4 раси на вибір:
- Ельфи — швидше за всіх здобувають деревину, мають юнітів лікарів. У союзі з лицарями.
- Лицарі — швиждше за свіх здобувають золото, мають дуже вмістовні склади. Їх союзники — ельфи.
- Темні ельфи — швидко здобувають залізо та деревину, серед юнітів є бойові маги. Союзники демонів.
- Демони — швидше за всіх здобувають каміння, серед юнітів мають скелетів та драконів. Темні ельфи — їх союзники.

Обравши одну з рас ви отримуєте їх сильні економічні сторони та їх слабкі економічні сторони, також кожна окрема раса має свої унікальні юніти. Весь світ поділяється на дві фракції — світлі (лицарі та ельфи) та темні (демони та темні ельфи).

### Міста
Ваше перше місто стає столицею вашої держави. Свою столицю ви можете розвивати до максимального 5-го рівня. Кожне місто в My Lands має 4 селища, в яких також можна строїти будівлі. Міста не можливо захоплювати, але можна захопити зовнішні володіння гравця (Солоне озеро, штольні, золоті рудники та інші ресурси). Столиця має 51 клітинку для забудови — максимальна кількість. Столицю неможливо видалити, але можливо перенести якщо вивчити науку “Перенесення столиці”. Гравець може збудувати 5 міст, їх розміри будуть відрізнятись залежно від того наскільки вдало ви вивчите місцевість юнітом поселенець. 

### Ресурси та Чорні Перлини
Економіка в My Lands досить складна та передбачає чимало ресурсів які треба видобувати:
- Деревина — видобувається у хатині дроворуба та у міському центрі, використовується для будівництва.
- Каміння — видобувається у каменоломнях, використовується для будівництва.
- Золото — видобуватися у торговій лавці, у центральній будівлі в золотій жилі, використовується для торгів, покращення юнітів і вивчення наук, та покупок Чорних Перлин.
- Залізо — видобувається у рудниках та штольнях.
- Злаки — здобувається у млинах.
- Чорні Перлини — спеціальний ресурс та внутрішня валюта My Lands, яка має постійний курс 1ЧП = $0.1. ЧП неможливо викрасти та виграти в іншого гравця, ЧП прив'язана до облікового запису гравця та кількість ЧП відображається у верхній панелі як його поточний рахунок. My Lands передбачає виведення ЧП — його можна здобувати в ігровому процесі та переводити на власний WebMoney рахунок у доларовому еквіваленті.

Існує декілька способів здобути ЧП в My Lands:
1. Захопити солоне озеро та видобувати Чорні перлини. Ці озера існують на мапі гри та їх можна захоплювати й там видобувати ЧП, але треба пам'ятати що інші гравці також мають бажання захопити солоне озеро, тому гравцю доведеться його постійно захищати військом.
2. Чорні перлини також можна знайти у монстрів в руїнах. Руїни знаходяться скрізь на мапі My Lands, тому гравець має проводити рейди армією та знищувати монстрів, а в цих самих руїнах завжди знаходиться певна кількість ЧП.
3. Чорні перлини можна здобувати й економікою — купити за ресурс золото на аукціоні (будівля Ринок).

В будь-який час гравець може вивести здобуті Чорні Перлини на свій власний рахунок. 

## Українська аудиторія My Lands
My Lands вже давно є міжнародною MMO грою і вона досить популярна в Україні, а частка українською аудиторію на одному із серверів сягає 20%. Для користувачів сьогодні працює форум та групи в соціальних мережах. Розробники My Lands також розглядають можливість локалізації українською.

## Інше
- Огляд гри на сайті MMOabc.ru [Архівовано 3 липня 2014 у Wayback Machine.]

1. 1 2 3 4 5 6 7 8 9 10 11 12 13 14 15 16 17 18  Steam — 2003.